# 4 Dywizja Artylerii Przeciwlotniczej

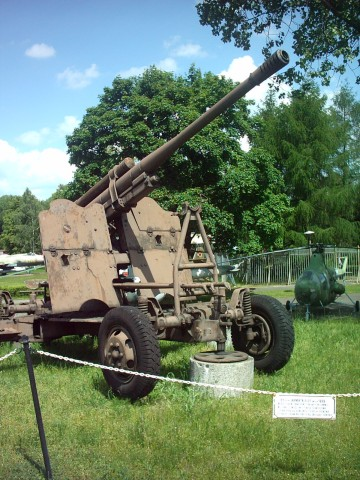
85 mm armata przeciwlotnicza wz.39

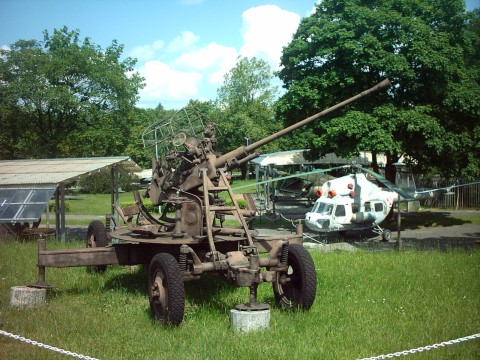
37 mm armata przeciwlotnicza wz. 1939

4 Dywizja Artylerii Przeciwlotniczej (4 DAPlot) – związek taktyczny artylerii przeciwlotniczej ludowego Wojska Polskiego.

## Formowanie i zmiany organizacyjne
Dywizja została sformowana w okresie sierpień – październik 1944 roku we wsi Grabianów, w rejonie Siedlec, jako jednostka odwodu ND WP. Po wojnie przeniesiono ją do Gniezna.
We wrześniu 1945 dywizja została przekształcona w 88 pułk artylerii przeciwlotniczej. Pułk stacjonował w Orłowie i posiadał etat pokojowy – 732 żołnierzy.

## Struktura organizacyjna
dowództwo
- bateria dowodzenia
  - pluton łączności
  - pluton rozpoznania
  - pluton radiowy
- trzy pułki artylerii przeciwlotniczej małego kalibru

77 pułk artylerii przeciwlotniczej
79 pułk artylerii przeciwlotniczej
81 pułk artylerii przeciwlotniczej
cztery baterie artylerii
kompania wkm plot
warsztat techniczno-artyleryjski
- jeden pułk artylerii przeciwlotniczej średniego kalibru

83 pułk artylerii przeciwlotniczej
cztery baterie artylerii
pluton zaopatrzenia bojowego
warsztat techniczno-artyleryjski
- park artyleryjski
- warsztat remontu sprzętu artyleryjskiego
- warsztat remontu samochodów
- kwatermistrzostwo

Etat przewidywał:
żołnierzy – 2337
sprzęt:
- 85 mm armaty przeciwlotnicze – 16
- 37 mm armaty przeciwlotnicze – 72
- wkm DSzK kal. 12,7 mm – 52

## Przekształcenia
4 Dywizja Artylerii Przeciwlotniczej → 88 pułk artylerii przeciwlotniczej → 88 pułk artylerii przeciwlotniczej OPL → 88 pułk artylerii przeciwlotniczej → 88 dywizjon artylerii przeciwlotniczej → 83 pułk artylerii przeciwlotniczej → 8 pułk przeciwlotniczy